# Hermann Delhougne
Hermann Delhougne (* 20. Februar 1847; † nach 1877) war ein preußischer Kreissekretär und Landrat des Kreises Monschau.

## Leben
Der Katholik Hermann Delhougne war nach dem Ende seines Militärdienstes ab 1873 als Kreissekretär tätig. In dieser Stellung versah er vom 5. Juli 1876 bis Juni 1877 auftragsweise das Amt des Landrats des Kreises Monschau.